# Herbert Oakeley
Sir Herbert Stanley Oakeley (* 22. Juli 1830 in Ealing; † 26. Oktober 1903 in Eastbourne) war ein britischer Organist und Komponist.

## Leben und Werk
Herbert Stanley Oakeley erwarb 1853 seinen Bachelor und 1856 seinen Master of Arts am Christ Church College Oxford. Hier studierte er bei Stephen Elvey. Er studierte anschließend am Leipziger Konservatorium und nahm Orgelunterricht bei Wilhelm Schneider in Dresden.
Von 1865 bis 1891 wirkte er als Reid-Professor für Musik der Universität Edinburgh. Er wurde 1876 zum Knight Bachelor („Sir“) geschlagen und 1881 zum „Composer of Music to Queen Victoria in Scotland“ ernannt. Im Juni 1901 erhielt er während der Feierlichkeiten zum 450-jährigen Jubiläum der Universität die Ehrendoktorwürde (LL.D) der Universität Glasgow.
Er komponierte die Kantate Jubilee Lyric (1887), Kirchenmusik, Lieder, Duette Chöre, eine Orchestersuite im alten Stil sowie Orgel- und Klavierstücke.
Er ging 1891 in den Ruhestand und starb unverheiratet im Oktober 1903 in Eastbourne.